# Perro levantador

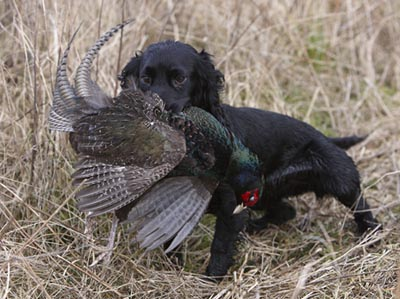
Cocker spaniel trae un faisán

Perro levantador hace referencia a un tipo de perro de caza entrenado para sacar a las presas de su escondite -principalmente aves- encontrándolas primero y llevándolas desde su escondite hasta un lugar donde el cazador pueda capturarla.
Los perros levantadores son diferentes de otros tipo de perros de caza, como los perros de muestra, quienes permanecen en el sitio tras localizar a la presa o los cobradores, que traen a la presa hasta el cazador una vez que éste ha disparado y la pieza está herida o muerta.
Algunas razas de perro han sido criadas persiguiendo su habilidad para el levantamiento de presas, como los cockers y otros spaniels. Sin embargo, en algunos casos se entrena a otros tipos de perros de caza para hacer la función de levantadores, especialmente a los cobradores.
La mayor parte de los perros levantadores son muy amigables y por tanto excelentes compañeros y mascotas.